# Nambu
Nambu  i Japan var i Edo-perioden en betegnelse for området omkring byerne Morioka og Mizusawa i Iwate-præfekturet.  Området er kendt for produktionen af støbegods, Nambu Tekki, især tepotter (tetsubin), våben og tempelklokker.